# Halowy puchar Europy w lekkoatletyce
Halowy puchar Europy w lekkoatletyce – międzynarodowe zawody lekkoatletyczne organizowane w latach 2003–2008 przez European Athletics. W imprezie brało udział maksymalnie 8 reprezentacji narodowych. W 2009 podjęto decyzję o rezygnacji z rozgrywania zawodów.

## Edycje
| Edycja | Kraj    | Miasto |
| ------ | ------- | ------ |
| 2003   | Niemcy  | Lipsk  |
| 2004   | Niemcy  | Lipsk  |
| 2006   | Francja | Liévin |
| 2008   | Rosja   | Moskwa |